# Jubilejní medaile krále Haakona VII. 1905–1955
Jubilejní medaile krále Haakona VII. 1905–1955 (norsky Kong Haakon VIIs jubileumsmedalje 1905–1955) je norská pamětní medaile založená roku 1955 králem Haakonem VII. na památku 50. výročí jeho nástupu na trůn.

## Historie a pravidla udílení
Pamětní medaile byla založena roku 1955 králem Haakonem VII. Udílena byla především členům královské rodiny, norské vlády, předsedovi parlamentu, příslušníkům královského dvora a královského paláce, předním státním úředníkům a vysokým důstojníkům. Udělena byla i zahraničním velvyslancům.

## Popis medaile
Medaile je stříbrná. Na přední straně je podobizna krále Haakona VII. s nápisem HAAKON VII NORGES KONGE. Na zadní straně je královský monogram. Ke stuze je medaile připojena pomocí přechodového prvku ve tvaru královské koruny.
Stuha je červená se stříbrnou sponou s nápisem 1905–1955.